# 新しい出発・・・ささえ
『新しい出発・・・ささえ』（あたらしいたびだち・・・ささえ）は、1983年7月21日に発売された橋幸夫のオリジナルアルバム。LP盤（28RL-0002）とカセットテープ（28RM-0002)の2形式で発売された。

## 概要
- 橋幸夫経営のリバスター音産より発売されたオリジナルアルバムで、ビクターレコードより移籍後、橋の初アルバムとなる。販売は提携しているキャニオンレコード。
- 1983年4月に移籍後、すぐにアルバム制作にとりかかったが、アルバムと同時にシングルカットする曲をめぐって、会社内で意見がわかれ、結局「ささえ」「今夜は離さない」の2曲を、アルバムと同時に発売することとなった[2]。
- シングルカットされた「今夜は離さない」は安倍里葎子とのデュエット曲で、安倍はオーディションを経て橋の相手に選ばれている。作詞の藤波研介は,当時リバスターのディレクターで、本アルバムの担当であった[3]。
- シングルカットされたもう1曲の「ささえ」については、作詞、作曲、編曲ともビクター時代から何度も共演している作家が名を連ねているが、その他の収録曲の作家をみると、ビクター時代とはかなり変わっている。
- リバスターの法人解散に伴い橋がビクターに復帰した後は販売権も同社に移動しているが、アルバム全体での復刻は行われていない模様。

## 収録曲
A面
1. ささえ
  - 作詞：千家和也、作曲：三木たかし、編曲：斉藤恒夫

2. やりなおそうか
  - 作詞：はぞのなな、作曲：岡千秋、編曲：竹村次郎

3. くちべに
  - 作詞：池田充男、作曲：鶴岡雅義、編曲：竜崎孝路

4. 今夜は離さない（安倍里葎子）
  - 作詞：藤波研介、作曲：幸耕平、編曲：南郷達也

5. 泣くなよ
  - 作詞：千家和也、作曲：三木たかし、編曲：斉藤恒夫

6. やせたね
  - 作詞：宇山清太郎、作曲：岡千秋、編曲：竹村次郎

B面
1. 寝顔
  - 作詞：池田充男、作曲：鶴岡雅義、編曲：斉藤恒夫

2. いつのまにやら恋なのか
  - 作詞：島井実、作曲：西谷翔、編曲：竜崎孝路

3. くやしいけれど
  - 作詞：藤波研介、作曲：四方章入、編曲：京建輔

4. 男と女　（安倍里葎子）
  - 作詞：池田充男、作曲：伊藤雪彦、編曲：杉村俊博

5. おれたち
  - 作詞：たかたかし、作曲：弦哲也、編曲：竜崎孝路

6. おまえが灯り
  - 作詞：さいとう大三、作曲：伊藤雪彦、編曲：京建輔